# Ладинський Павло
Ладинський Павло (* ? — † 1737) — український історик, дипломат, мемуарист, канцелярист Генеральної військової канцелярії за гетьмана Павла Полуботка, акровіршовий поет.

## Навчання
Навчався у Києво-Могилянській академії.

## Творчість
Один із авторів козацького Діаріуша — хроніки державних справ Гетьманщини. Дописав Діаріуш після Пили́па Борзаківського. Його Щоденник охоплює події в Гетьманщині від 12 березня 1723 по 11 січня 1724 (31 грудня 1723) рр.

## Державна діяльність
Сотник Першої Варвинської сотні (1736 р.). Сотенний центр: містечко Варва (нині — районний центр Чернігівської області).
В липні 1736 року на чолі 490 козаків з різних сотень Прилуцького полку був направлений на Українську лінію для проведення фортифікаційних робіт. Але, згодом, полишив керівництво. 